# بال جونسون
بال جونسون (مواليد 30 مايو 1972) هو سياسي سويدي من حزب التجمع المعتدل، يشغل حالياً منصب وزير الدفاع في حكومة أولف كريستيرسون منذ أكتوبر 2022.